# Book's Covered Bridge
Book's Covered Bridge noto anche come Kaufman Covered Bridge è uno storico ponte coperto in legno degli Stati Uniti d'America situato a Jackson Township vicino a  Blain nella Contea di Perry (Pennsylvania). È lungo 21 metri, ed è stato costruito nel 1884. Attraversa il fiume Sherman Creek.
È stato inserito nel National Register of Historic Places nel 1980.